# Jonny Paiva
Jonny de Paiva Souza, conhecido como Jonny Paiva (Fortaleza, 31 de agosto de 1991), é Multi-Atleta Paralímpico Brasileiro. Especialista em saltos, o mesmo ocupa o 3º do Ranking Brasileiro de Atletismo. Atleta de Parabadminton na Categoria SL4 e jogador de Vôleibol e Voleibol Sentado.

## História
Jonny Paiva, nasceu no dia 31 de agosto de 1991, em Fortaleza - Ceará. Jonny foi identificado em seu nascimento com Hipoplasia da fíbula associada, CID 10 Q72.1. Com isso o osso do seu fêmur não desenvolveu completamente, gerando uma diferença de 20cm para o chão. Sempre engajado aos estudos Jonny, era focado onde tinha um sonho de ser piloto de aeronave. 
Vítima de bullying, ele usava isso a seu favor, sempre elevando a sua cabeça para as suas realizações.
Em 2011 sua família decide se mudar para Itaitinga, onde foi ali que Jonny dava seus primeiros passos no esporte.

## Vida Esportiva
Aos 16 anos, Jonny Paiva conheceu o esporte através do futebol, sendo goleiro.
Depois de vários anos, seu irmão do meio Johnatan Paiva conheceu o Voleibol e levou consigo para conhecer a modalidade. Os dois treinaram em vários clubes, disputando e ganhando vários títulos pelo Ceará. Na oportunidade Jonny era líbero e seu irmão central.
Graças ao voleibol eles puderam estudar na Uniateneu, que lhes ofereceram Bolsas de estudos.
Jonny Paiva ainda é praticante de voleibol, inclusive é referência no Voleibol Sentado no seu estado.

## Atletismo Paralímpico
Jonny Paiva conheceu o Atletismo em 2015 onde seus amigos Dantony Leite e Jorge Henrique o convidaram para assistir os seus treinos na UNIFOR. Até então, Jonny ainda não praticava o esporte, onde sua primeira competição foi nos Jogos Paralímpicos Universitários, organizado pelo Comitê Paralímpico Brasileiro.
Desde então Jonny participa frequentemente de todas as competições Paralímpicas.
Devido a distância de sua cidade para os locais de treinos, o mesmo teve que se adaptar realizando seus treinos com as ferramentas disponíveis. 
Para os treinos de velocidade o mesmo utiliza a pista de asfalto, e para os treinos de altura, utiliza colchões velhos que foram doados pela comunidade para a realização dos saltos. 

## Medalhas
Desde 2016, Jonny Paiva possui as medalhas abaixo:
2020
Circuito Loterias Caixa - Etapa Norte e Nordeste
 - Salto em altura - Circuito Loterias Caixa - Etapa Norte e Nordeste - Comitê Paralímpico Brasileiro
 - Salto em distância - Circuito Loterias Caixa - Etapa Norte e Nordeste- Comitê Paralímpico Brasileiro
 - 100m rasos - Circuito Loterias Caixa - Etapa Norte e Nordeste- Comitê Paralímpico Brasileiro
2019
Campeonato Brasileiro de Atletismo Paralímpico
 - Salto em altura - Campeonato Brasileiro de Atletismo - Comitê Paralímpico Brasileiro
Circuito Loterias Caixa - Etapa Norte e Nordeste
 - Salto em altura - Circuito Loterias Caixa - Etapa Norte e Nordeste - Comitê Paralímpico Brasileiro
 - Salto em distância - Circuito Loterias Caixa - Etapa Norte e Nordeste- Comitê Paralímpico Brasileiro
Paraolimpíadas Universitárias
 - 100m rasos - Jogos Paralímpicos Universitários - Comitê Paralímpico Brasileiro
 - Lançamento de dardo - Jogos Paralímpicos Universitários - Comitê Paralímpico Brasileiro
2018
Campeonato Brasileiro de Atletismo Paralímpico
 - Salto em altura - Campeonato Brasileiro de Atletismo - Comitê Paralímpico Brasileiro
JUBs 2018
 - Salto em distância - JUBs - Maringá - Confederação Brasileira do Desporto Universitário
 - 100m rasos - JUBs - Maringá - Confederação Brasileira do Desporto Universitário
FISU AMERICAN GAMES
 - Salto em distância - Fisu American Games - Federação Internacional do Esporte Universitário
 - Lançamento de dardo - Fisu American Games - Federação Internacional do Esporte Universitário
Jogos Brasileiros Paralímpicos Universitários
 - 100m rasos - Jogos Paralímpicos Universitários - Comitê Paralímpico Brasileiro
 - Salto em distância - Jogos Paralímpicos Universitários - Comitê Paralímpico Brasileiro
 - Lançamento de dardo - Jogos Paralímpicos Universitários - Comitê Paralímpico Brasileiro
2017
JUBs 2017
 - 100m rasos - JUBs - Goiânia - Confederação Brasileira do Desporto Universitário
 - 200m rasos - JUBs - Goiânia - Confederação Brasileira do Desporto Universitário
Jogos Brasileiros Paralímpicos Universitários
 - 100m rasos - Jogos Paralímpicos Universitários - Comitê Paralímpico Brasileiro
 - Salto em distância - Jogos Paralímpicos Universitários - Comitê Paralímpico Brasileiro
 - Lançamento de dardo - Jogos Paralímpicos Universitários - Comitê Paralímpico Brasileiro
Circuito Loterias Caixa - Etapa Norte e Nordeste
 - Salto em altura - Circuito Loterias Caixa - Etapa Norte e Nordeste - Comitê Paralímpico Brasileiro
2016
 - 100m rasos  - Jogos Paralímpicos Universitários - Comitê Paralímpico Brasileiro
 - Salto em distância  - Jogos Paralímpicos Universitários - Comitê Paralímpico Brasileiro
Além, dessas Jonny conseguiu medalhas de Prata e Bronze na natação, nos Jogos Paralímpicos Brasileiros organizado pelo Comitê Paralímpico Brasileiro.

## Evolução das Marcas
Desde a sua primeira participação, Jonny vêm aumentando a sua marca pessoal desde 2017.
| Ano  | Altura | Posição | Local          |
| ---- | ------ | ------- | -------------- |
| 2025 | 1,71m  | 1º      | Fortaleza - CE |
| 2020 | 1,70m  | 2º      | Recife - PE    |
| 2019 | 1,65m  | 3º      | São Paulo - SP |
| 2018 | 1,60m  | 2º      | Aracaju - SE   |
| 2017 | 1,40m  | 4º      | Recife - PE    |

## Parabadminton
Em 2019, Jonny conheceu o Badminton, nos Jogos Paralímpicos do Ceará, na ocasião o mesmo se tornou 1º colocado do estado dando assim o início de sua carreira no Badminton.
Após isso ele foi em busca de um clube, onde se filiou ao EBC - EUSÉBIO BADMINTON CLUBE, clube comandado por Sherlock Serra.
Jonny, em sua estréia no Campeonato Brasileiro de Parabadminton foi medalha de Bronze em 2022 na Categoria SL4 do Parabadminton.
Desde então, Jonny tem se dedicado ao esporte, onde, inclusive representou a Seleção Brasileira em Competições Internacionais, se tornando o 20º Lugar no Ranking Latin America.

Além disso, Jonny, defende a camisa da Uniateneu nos JUBS.

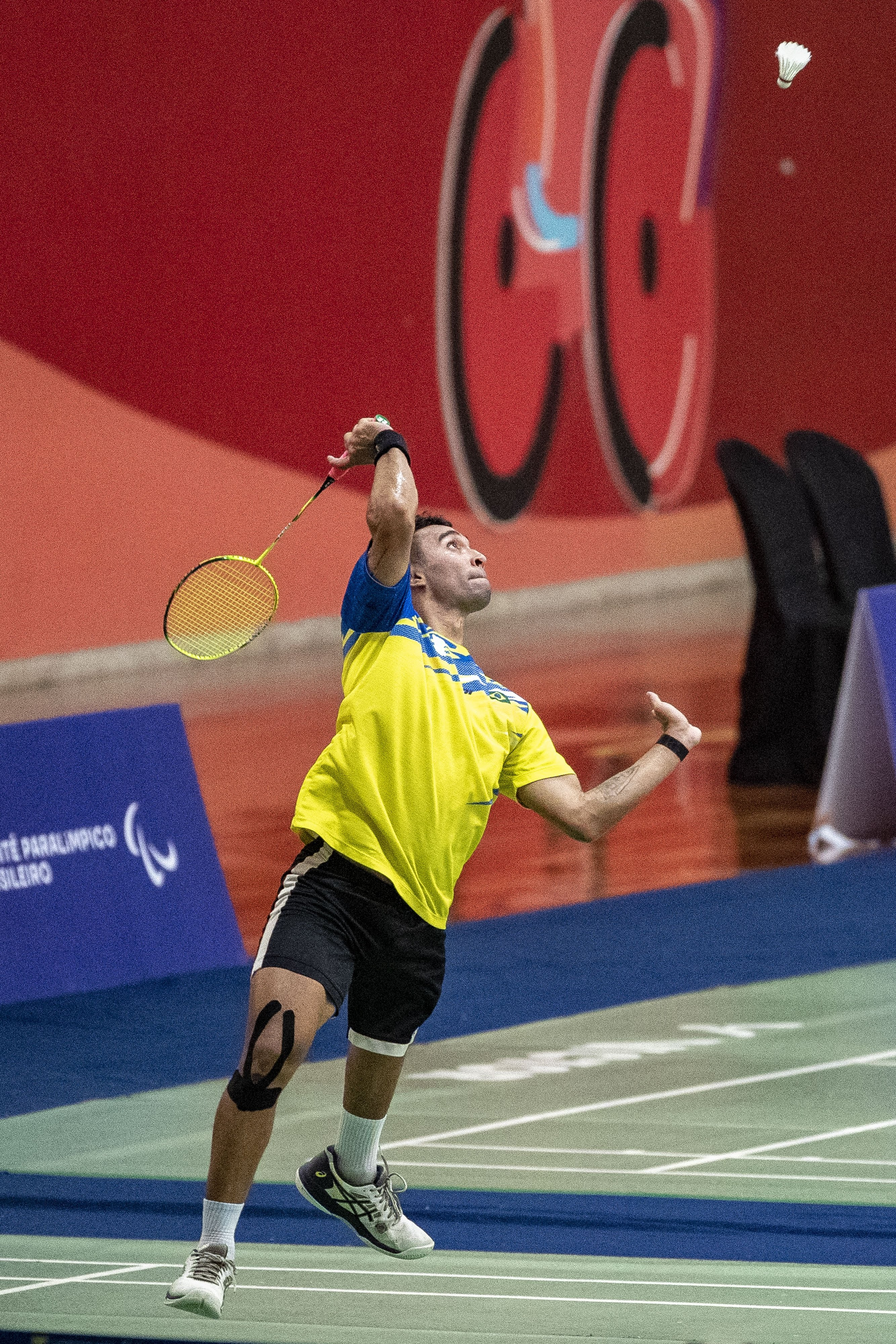
Jonny representando a Seleção Brasileira
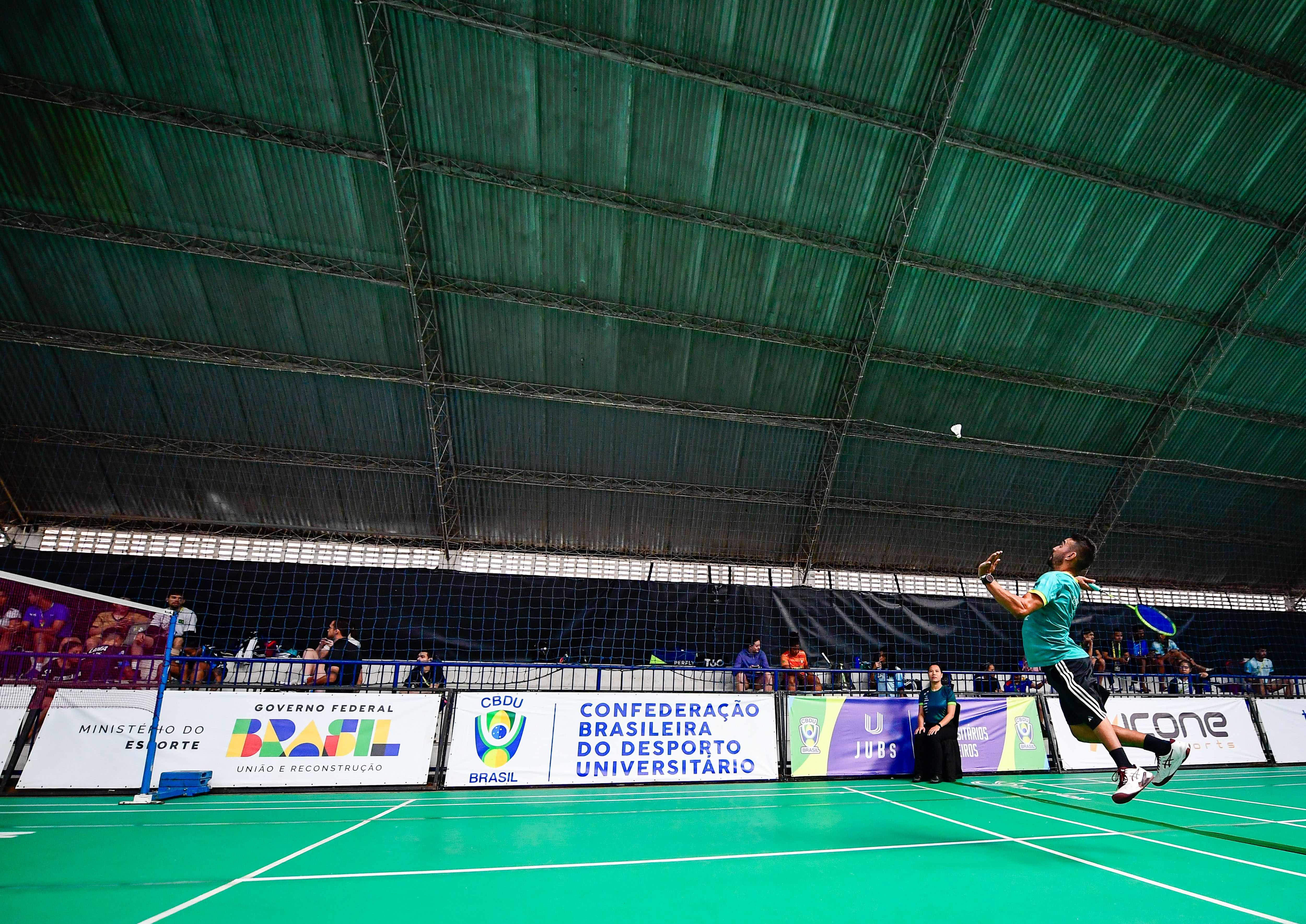
Jonny nos JUBs 2025
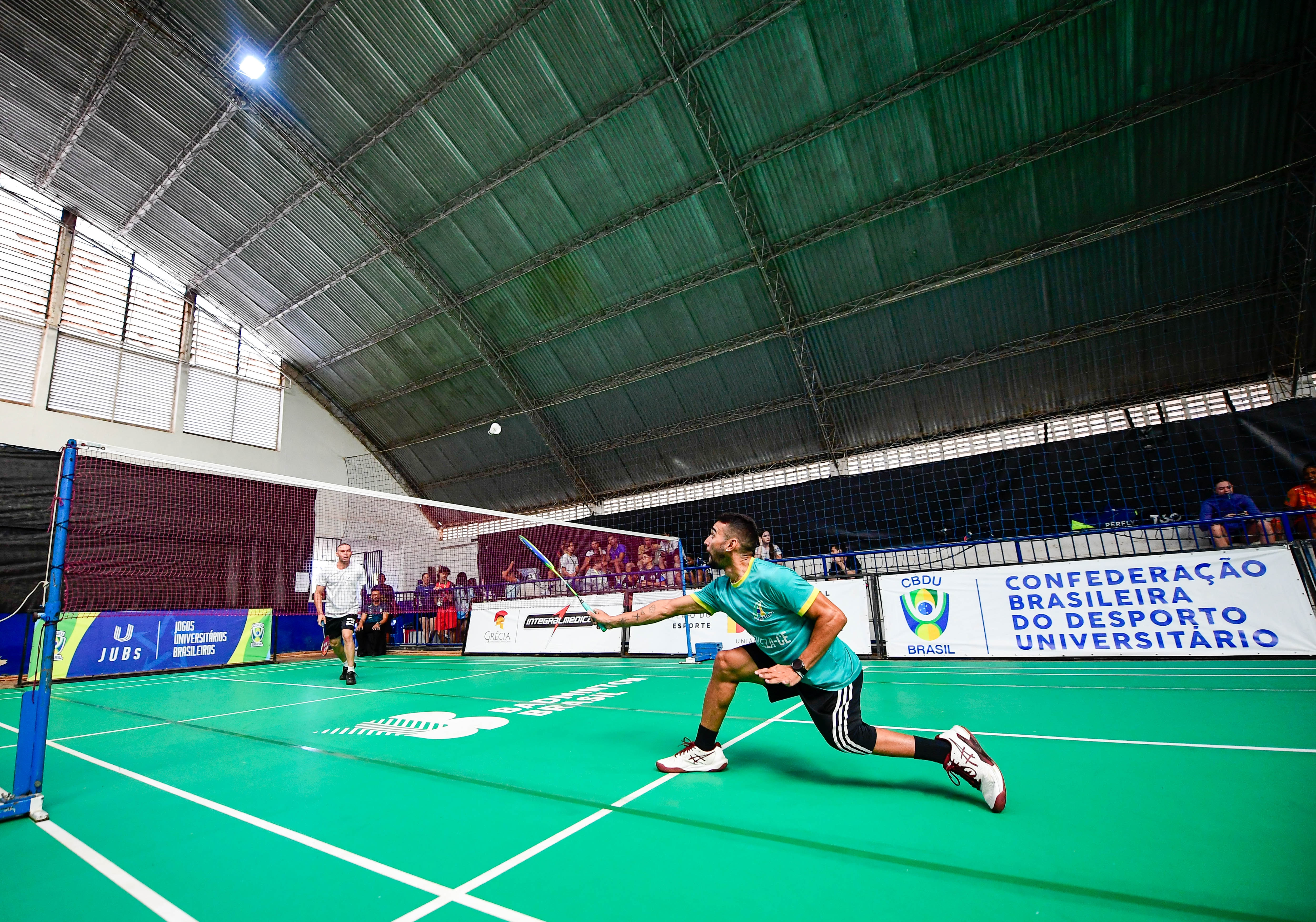
Jonny nos JUBs 2025
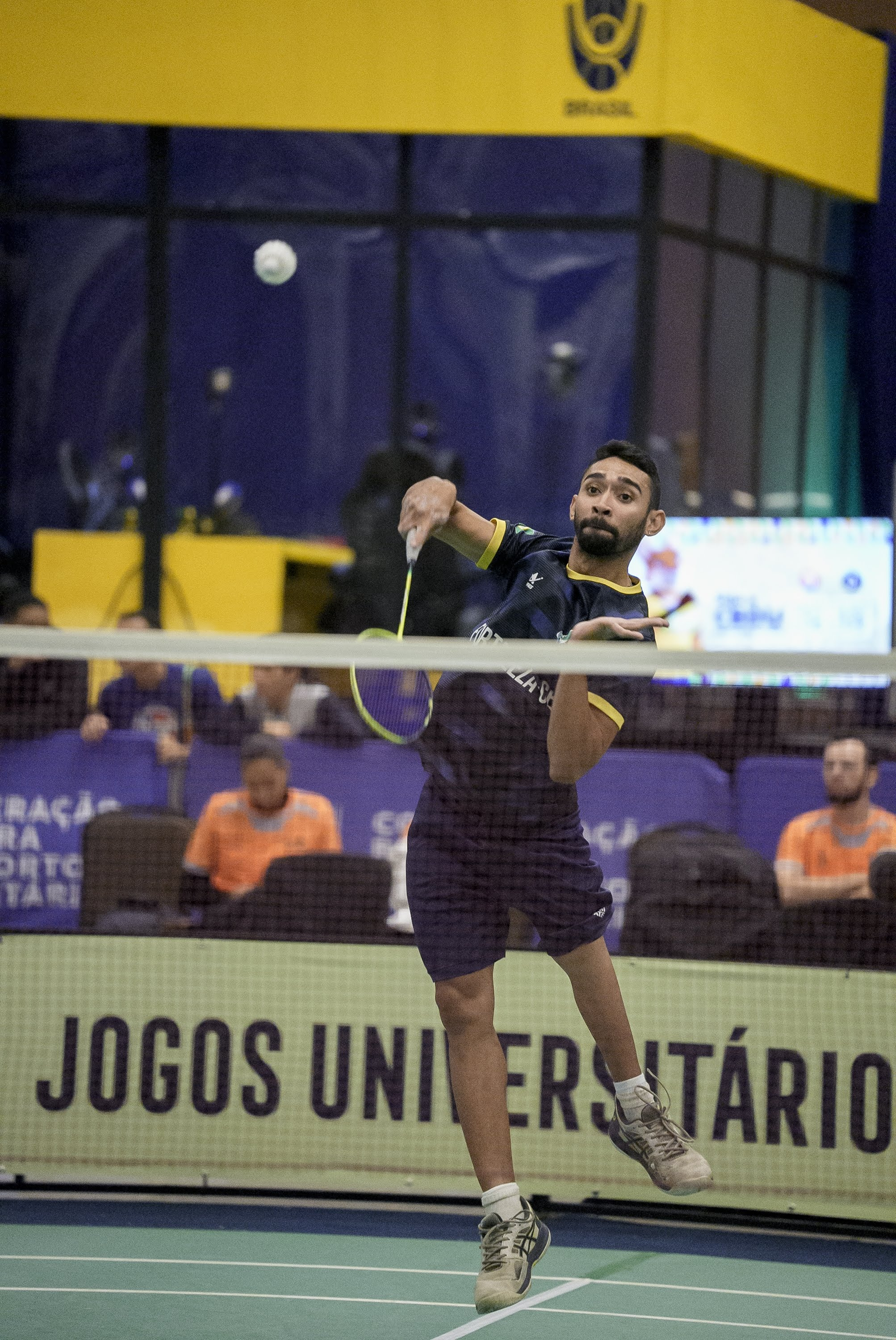
Smash nos JUBs 2024
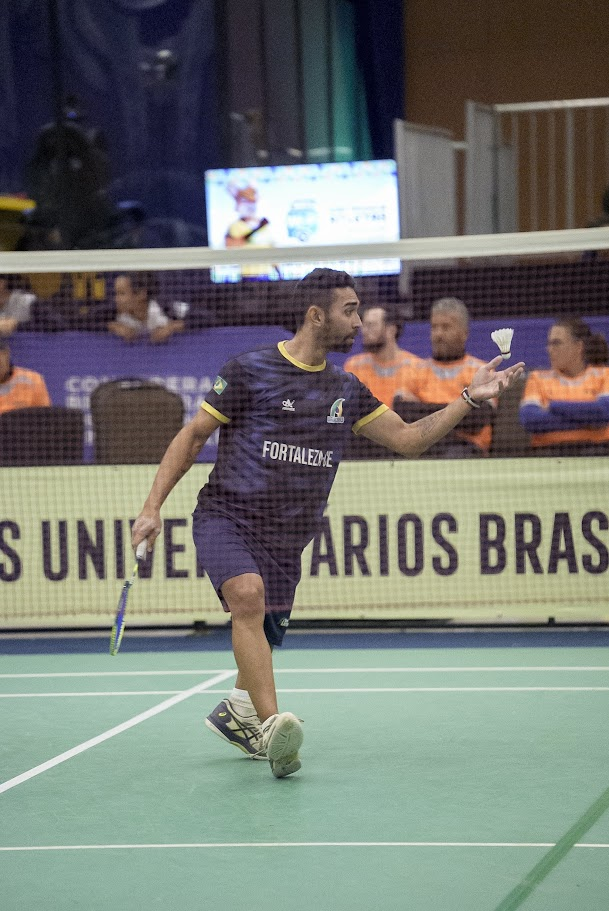
Jonny nos JUBs 2024
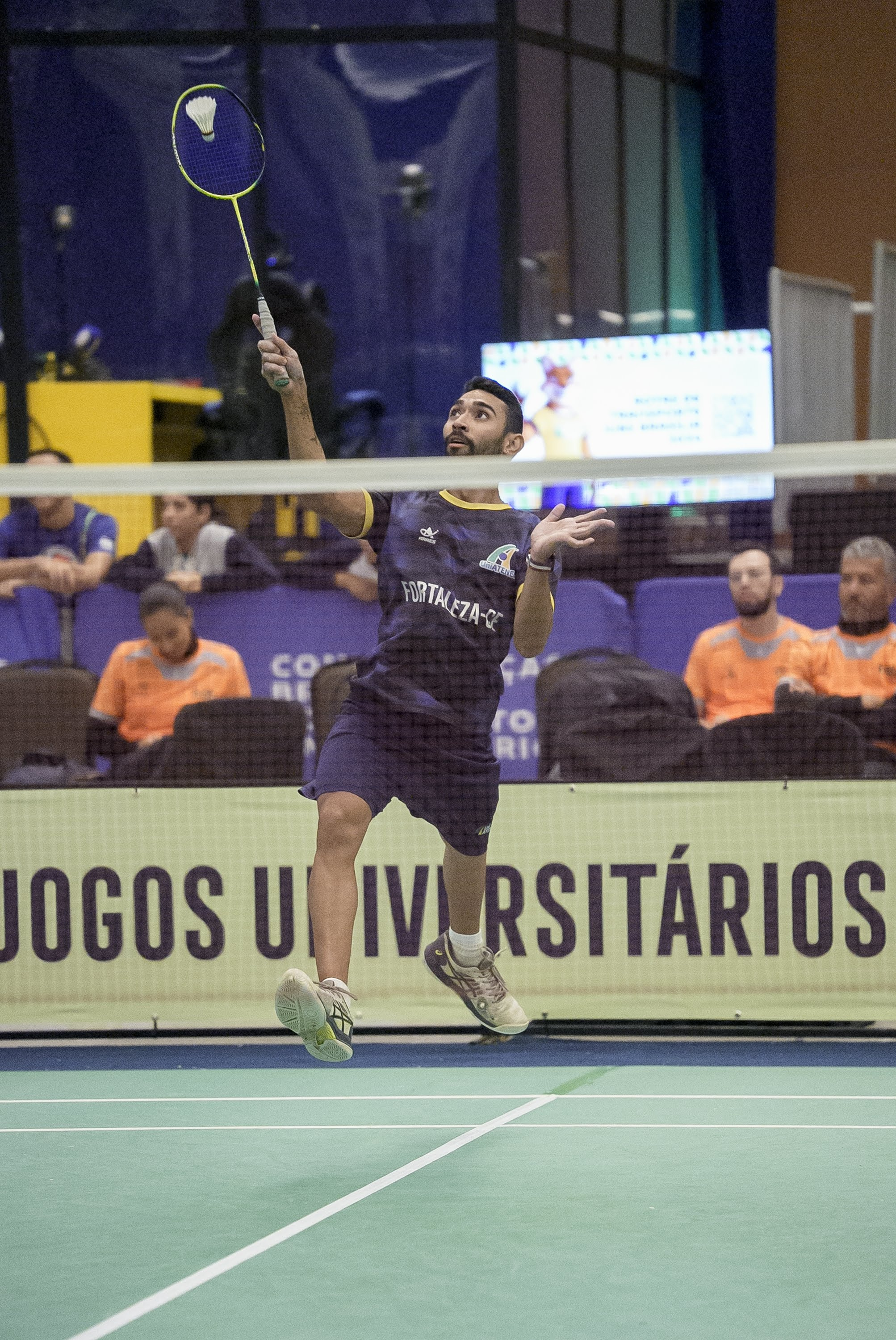
Jonny nos JUBs 2024

## Premiações
Jonny foi eleito um dos atletas destaques do ano de 2024, onde, foi agraciado com a Premiação dos Melhores do Ano - MDA, realizado pela Confederação Brasileira do Desporto Universitário.

Indicado como uma das referências do Esporte Universitário no Estado e no Brasil, pois, sua trajetória é marcada de inúmeras participações nos Jogos Universitários Brasileiros, onde, desde 2016, o mesmo defene a camisa da Uniateneu.

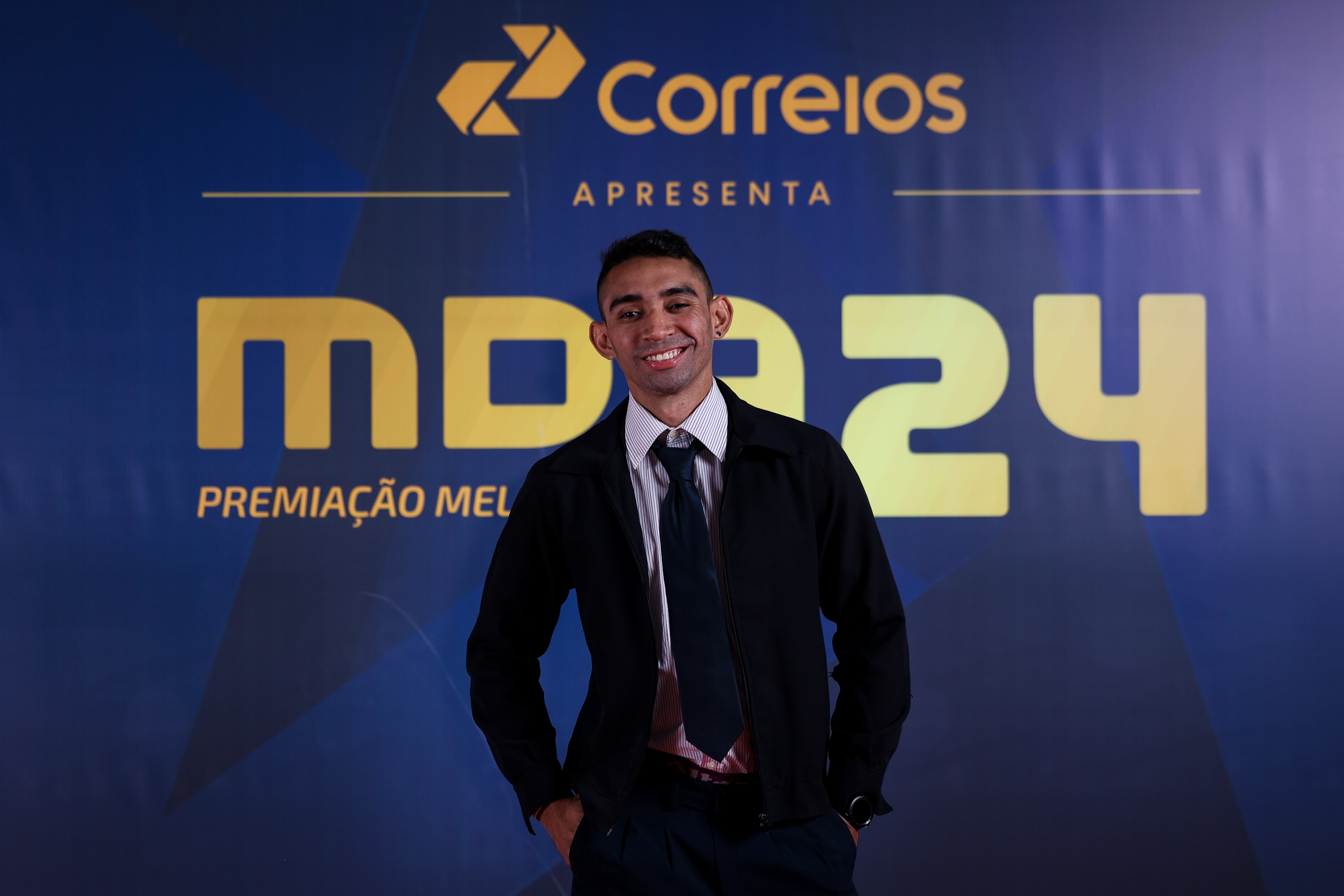
Jonny no Prêmio MDA
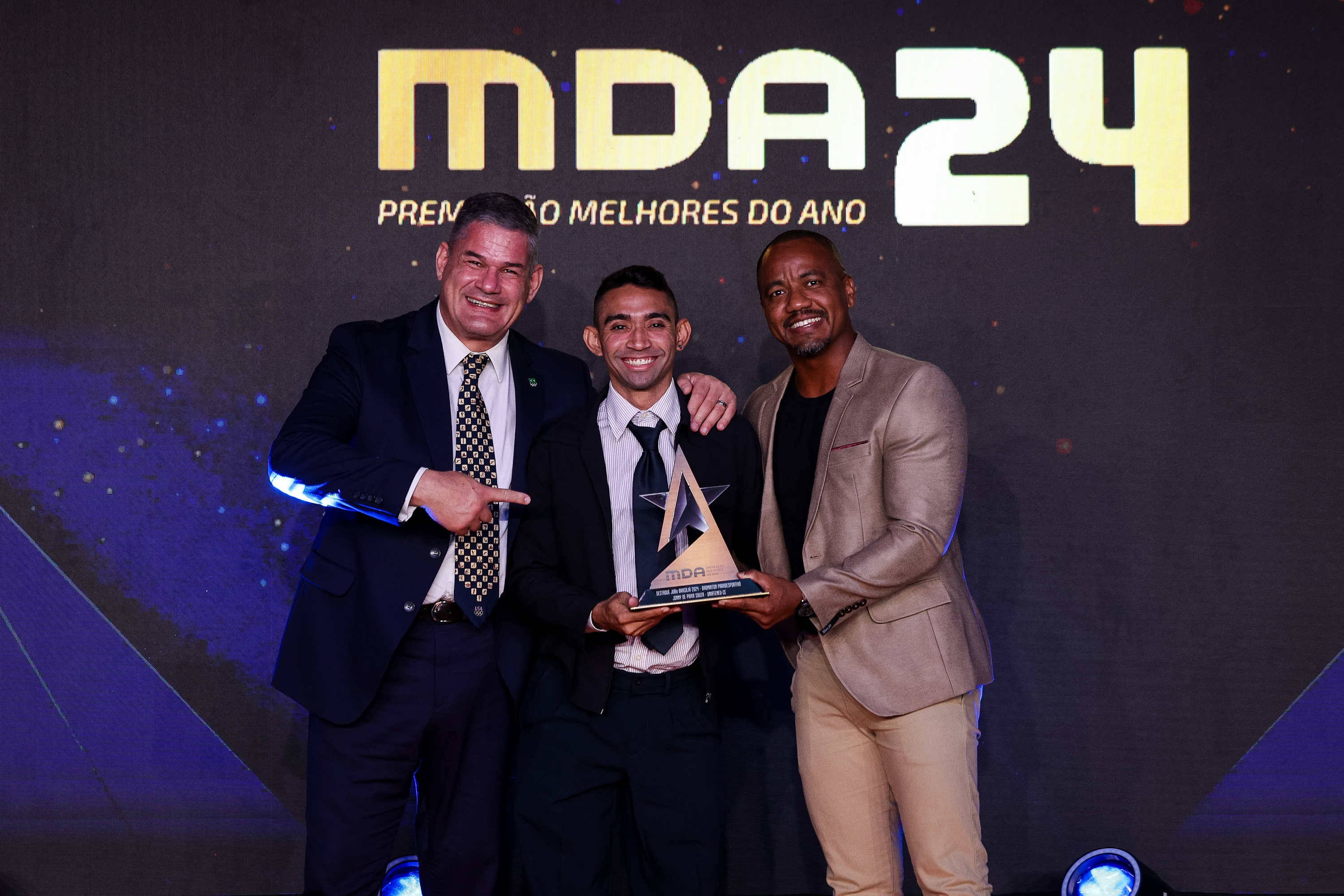
Jonny com autoridades
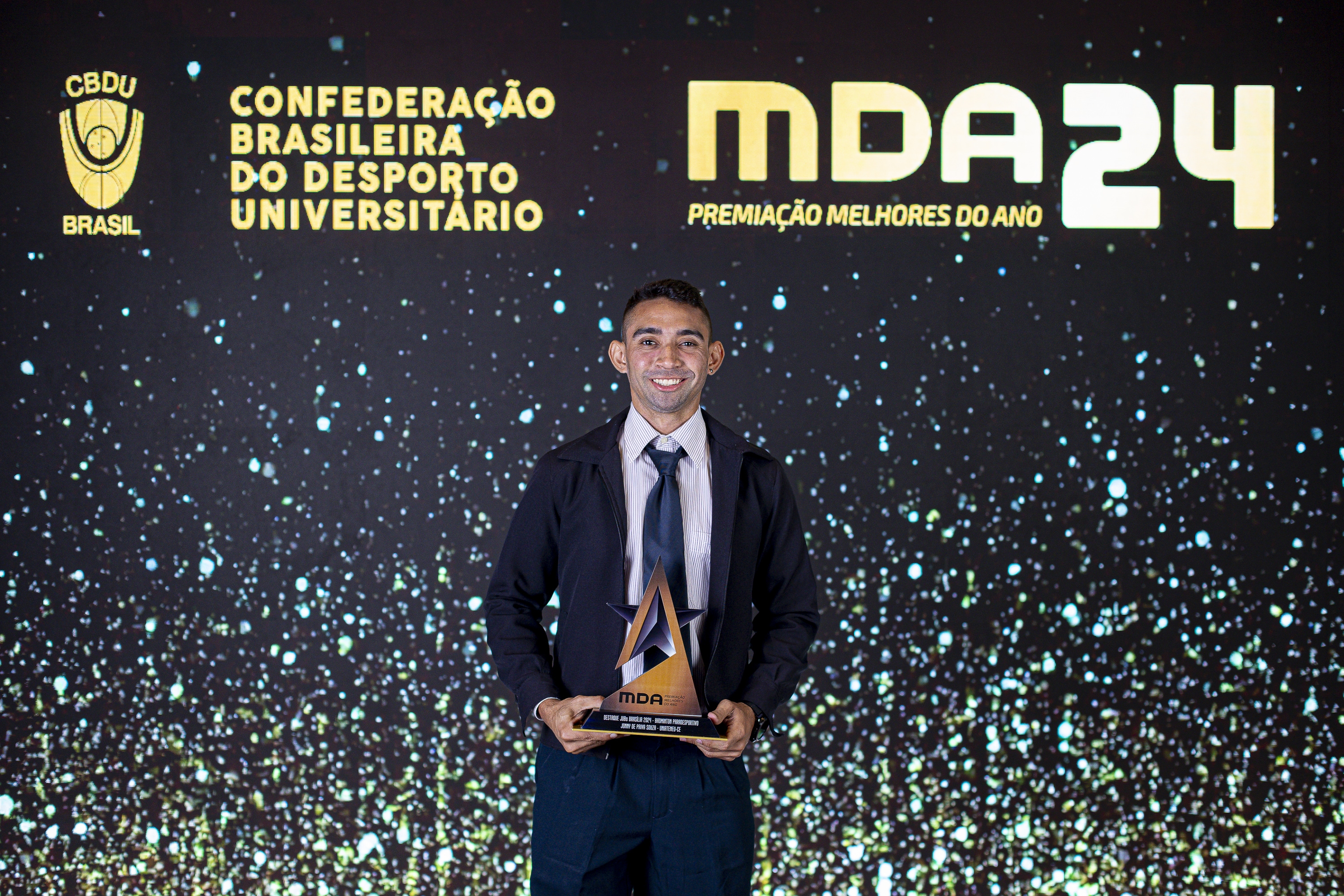
Jonny com o troféu do Prêmio